# Geografía religiosa
La geografía religiosa o de la religión es el estudio del impacto de la religión en la geografía, es decir, el lugar y el espacio, en las creencias religiosas.
Otro aspecto de la relación entre la religión y la geografía es la geografía religiosa, en la que las ideas geográficas están influenciadas por la religión, como la elaboración temprana de mapas, y la geografía bíblica que se desarrolló en el siglo XVI para identificar lugares de la Biblia.

## Investigación de tradiciones
Tradicionalmente, la relación entre la geografía y la religión puede verse claramente por las influencias de la religión en la configuración de la comprensión cosmológica del mundo. Desde el siglo XVI y XVII, el estudio de la geografía y la religión se centró principalmente en cartografiar la difusión del cristianismo (denominada geografía eclesiástica por Issac, 1965), aunque en la segunda mitad del siglo XVII, también se tomaron las influencias y propagación de otras religiones en cuenta.
Otros enfoques tradicionales para el estudio de la relación entre geografía y religión involucraron las exploraciones teológicas del funcionamiento de la Naturaleza, un enfoque altamente determinista desde el punto de vista ambiental que identificó el papel de los entornos geográficos en la determinación de la naturaleza y evolución de las diferentes tradiciones religiosas.
Por lo tanto, los geógrafos están menos preocupados por la religión en sí, pero son más sensibles a cómo la religión, como característica cultural, afecta a los sistemas sociales, culturales, políticos y ambientales. El punto de enfoque no son los aspectos específicos de las creencias y prácticas religiosas, sino cómo estas creencias y prácticas religiosas son internalizadas por los adherentes, y cómo estos procesos de internalización influyen y son influenciados por los sistemas sociales.

## Lugares sagrados
Los enfoques geográficos culturales tradicionales para el estudio de la religión buscan principalmente determinar el impacto de la religión en el entorno. Un enfoque más contemporáneo del estudio de las intersecciones de geografía y religión no solo resalta el papel de la religión en los cambios en el entorno y en la asignación de significados sagrados a lugares específicos, sino que también reconoce cómo, a su vez, se guía la ideología religiosa y la práctica en espacios específicos. y transformados por su ubicación.
Las experiencias religiosas y la creencia en los significados religiosos transforman los espacios físicos en espacios sagrados. Estas percepciones e imaginaciones influyen en la forma en que se usan esos espacios y en los significados personales y espirituales que se desarrollan al usar dichos espacios sagrados. Estos espacios de importancia religiosa van más allá de los espacios oficialmente religiosos/espirituales (como los lugares de culto) para incluir espacios religiosos no oficiales, como hogares, escuelas e incluso organismos. Estas obras se han centrado tanto en los aspectos materiales de los espacios (como el carácter distintivo de la arquitectura) como en los espacios construidos socialmente (como los rituales y la demarcación de los espacios sagrados) para presentar un significado y significado religioso.
Un enfoque clave en el estudio de los lugares sagrados es la política de identidad, pertenencia y significado que se atribuye a los lugares sagrados, y las negociaciones constantes para el poder y la legitimidad. Particularmente en entornos multiculturales, la disputa por la legitimidad, la aprobación pública y las negociaciones para el uso de espacios particulares son el centro de la determinación de cómo las comunidades entienden, interiorizan y luchan por competir por el derecho a practicar sus tradiciones religiosas en los espacios públicos.

## Comunidad e identidad
La religión puede ser un punto de partida para examinar los problemas de formación de identidad étnica y la construcción de la identidad étnica. Los geógrafos que estudian las gestiones de identidad religiosa en varias comunidades a menudo se preocupan por la articulación abierta de la identidad religiosa, por ejemplo, cómo los adherentes en diferentes lugares establecen su identidades distintivas (religiosas y culturales) a través de sus propios entendimientos de la religión, y cómo presentan externamente su adhesión religiosa (en términos de práctica religiosa, ritual y comportamiento). Como tema general, la articulación de la identidad religiosa se ocupa de los aspectos materiales de simbolizar la identidad religiosa (como la arquitectura y el establecimiento de una presencia física), las gestiones y las luchas para afirmar la identidad religiosa frente a la persecución y la exclusión, y con los intereses personales. Prácticas de ritual y comportamiento religioso que restablecen la propia identidad religiosa.

## Nueva geografía de la religión
A medida que la investigación sobre geografía y religión ha crecido, uno de los nuevos enfoques de la investigación geográfica examina el auge del fundamentalismo religioso y el impacto resultante que esto tiene en los contextos geográficos en los que se desarrolla.
Además, los procesos de migración han resultado en el desarrollo del pluralismo religioso en numerosos países, y los cambios en el paisaje que acompañan el movimiento y el asentamiento de las comunidades definidas por la religión es un punto clave en el estudio de la geografía y la religión. Se debe trabajar más para examinar las intersecciones y colisiones que se producen debido al movimiento de comunidades (por ejemplo, la migración de las comunidades musulmanas a los países occidentales) y resaltar cómo estas comunidades negocian sus experiencias religiosas en nuevos espacios. La investigación reciente en esta área ha sido publicada por Barry A. Vann, que analiza los cambios de la población musulmana en el mundo occidental y los factores teológicos que influyen en estas tendencias demográficas.
Otra nueva área de interés en el estudio de la geografía y la religión explora diferentes sitios de práctica religiosa más allá de los sitios "oficialmente sagrados", tales como escuelas religiosas, espacios de medios, prácticas bancarias y financieras (por ejemplo, banca islámica) y espacios de hogares son solo Algunas de las diferentes vías que toman en cuenta los espacios informales y cotidianos que se entrecruzan con la práctica y el significado religiosos.